# آر. قاي كوان
آر. قاي كوان (بالإنجليزية: R. Guy Cowan)‏ هو مصمم أمريكي، ولد في 1 أغسطس 1884 في إيست ليفربول في الولايات المتحدة، وتوفي في 10 مارس 1957 في توسان في الولايات المتحدة.